# Válvula de escuadra

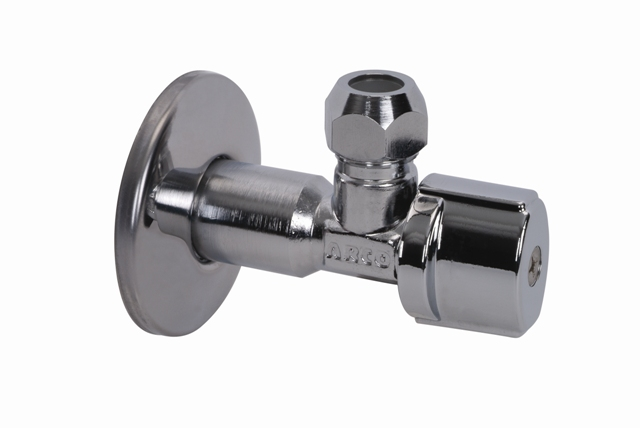
Válvula de escuadra

Una llave de escuadra es un dispositivo que permite abrir o cerrar el paso del caudal de un fluido en un circuito o instalación. Es una llave de paso compuesta por un eje que integra un sistema de apertura y cierre de cuarto de vuelta que se regula de modo manual. Un giro de 90 grados del eje permite que el mecanismo de la válvula abra o cierre el paso del fluido. El mecanismo de cierre sobre el obturador se efectúa a través un sistema de pinza de fijación y junta. Esta válvula se diferencia de las válvulas de esfera en que integra el obturador esférico en una sola pieza.
Generalmente no funcionan demasiado bien para regular el paso del caudal porque el poco juego que tiene no permite una regulación fina. Deben usarse exclusivamente par abrir o cortar el paso totalmente.
La válvula de escuadra de doble salida se utiliza para trabajar con los fluidos de manera independiente y permite una amplia gama de conexiones.